# Sun Goes Down
Sun Goes Down (englisch für „Die Sonne geht unter“) ist ein Lied des deutschen DJs Robin Schulz, in Kooperation mit der britischen Popsängerin Jasmine Thompson. Das Stück ist die vierte Singleauskopplung aus seinem Debütalbum Prayer.

## Entstehung und Artwork
Geschrieben wurde das Lied gemeinsam von Tom Havelock und Robin Schulz, letztgenannter produzierte das Lied auch. Die Abmischung erfolgte durch das deutsche Produzenten-Trio Junkx (bestehend aus: Dennis Bierbrodt, Jürgen Dohr und Guido Kramer). Das Arrangement erfolgte unter der Leitung von Adam Lunn. Die Single wurde unter den Musiklabels Tonspiel und Warner Music Group veröffentlicht und durch Universal Publishing Production Music vertrieben.
Zu Sun Goes Down erschienen insgesamt drei verschiedene Coverbilder. Auf dem Cover der digitalen Single ist lediglich Schulz vor einem schwarzen Hintergrund stehend zu sehen. Das der Maxi-Single ist in blau-rot gehalten und zeigt – neben Künstlernamen und Liedtitel – die, ineinander eingehenden, Oberkörper von Schulz und Thompson. Das Coverbild einer Remix-EP gleicht dem der Maxi-Single, nur die Farbe rot ist durch ein hellblau ausgetauscht.

## Veröffentlichung und Promotion
Die Erstveröffentlichung von Sun Goes Down erfolgte als digitale Veröffentlichung am 15. September 2014. Die Veröffentlichung eines physischen Tonträgers folgte viereinhalb Wochen später am 17. Oktober 2014 in Deutschland, Österreich und der Schweiz. Die Maxi-Single ist als 2-Track-Single erhältlich und beinhaltet neben der Radioversion eine „Extended Version“ von Sun Goes Down als B-Seite. Am 24. Oktober 2014 wurde eine Remix-EP mit insgesamt fünf Remixversionen des Liedes veröffentlicht.
Um das Lied zu bewerben, folgten unter anderem Liveauftritte zur Hauptsendezeit während der ultimativen Chartshow bei RTL, hierbei traten Schulz und Thompson erstmals live zusammen im deutschen Fernsehen auf und während eines Schulz-Medleys bei der Verleihung des ECHO Pop 2015. Das Stück war im Juli 2015 der offizielle Hit für den CONCACAF Gold Cup 2015. Im Sommer 2015 war Sun Goes Down das Titellied zur RTL-Show Hartwichs 100! Daniel testet die Deutschen.
Remixversionen
- Sun Goes Down (Adaptiv Remix)
- Sun Goes Down (Kris Menace Remix)
- Sun Goes Down (ManiezzL Remix)
- Sun Goes Down (Pingpong Remix)
- Sun Goes Down (Teemid Remix)
- Sun Goes Down (Tocadisco Remix)

## Hintergrundinformation
Bei Sun Goes Down handelt es sich um die erste eigenkomponierte Singleauskopplung von Robin Schulz, wie es zu dem Lied kam, beschrieb er wie folgt: „An diesem Song habe ich im letzten Sommer bestimmt zwei Monate gesessen und jeden Tag durch mein Fenster den Sonnenuntergang gesehen. So kam dann auch der Titel des Tracks zustande. Ich bin wahnsinnig stolz auf diese Nummer – sie hat mich ganz schön viel Kraft gekostet – aber es hat sich gelohnt.“

## Inhalt
Der Liedtext zu Sun Goes Down ist in englischer Sprache verfasst, auf Deutsch übersetzt heißt der Titel „Die Sonne geht unter“. Die Musik wurde von Robin Schulz, der Text von Tom Havelock verfasst. Musikalisch bewegt sich das Lied im Bereich der House und Popmusik. Der Gesang des Liedes stammt alleine von Thompson, Schulz wirkt lediglich als DJ.

## Musikvideo
Das Musikvideo zu Sun Goes Down wurde an sieben Tagen in Turku, Warschau, Matera und London gedreht und feierte am 1. Oktober 2014, auf YouTube, seine Premiere. Zu sehen sind Frauen und Männer unterschiedlichsten Alters, deren Tagesablauf bis zum Sonnenuntergang widergespiegelt wird. Unter anderem ist zu sehen, wie sich Schulz auf einen Auftritt vorbereitet und diesen bestreitet, oder wie sich Thompson mit ihren Freundinnen trifft. Die Gesamtlänge des Videos ist 2:54 Minuten. Regie führte Anna-Lilja Häfele. Bis heute zählt das Video über 422 Millionen Aufrufe bei YouTube (Stand: März 2021).
Im Zuge der Veröffentlichung des Musikvideos von Sun Goes Down wurde auch eine 360-Grad-App veröffentlicht. Die Gratis-App erlaubt dem Zuschauer das Video aus verschiedenen Blickwinkeln zu betrachten. Im Video können die Zuschauer die Perspektiven beliebig ändern und somit in unterschiedliche Richtungen blicken, während das Geschehen im Video weiter läuft. Es ist weltweit das erste Musikvideo, dass diese 360-Grad-Technologie nutzt. Hierfür wurde das Musikvideo mit einem Epica Award ausgezeichnet.

## Mitwirkende
| Lied - Dennis Bierbrodt: Abmischung - Jürgen Dohr: Abmischung - Tom Havelock: Liedtexter - Guido Kramer: Abmischung - Adam Lunn: Arrangement - Robin Schulz: DJ, Komponist, Musikproduzent - Jasmine Thompson: Gesang Unternehmen - No Rational Product: Filmproduzent (Musikvideo) - Tonspiel: Musiklabel - Universal Publishing Production Music: Vertrieb - Warner Music Group: Musiklabel | Musikvideo - Maria Asadi: Maskenbildner - Michal Bolland: Location Manager - Dino Daddiego: Schauspieler - Marcus Gelhard: Aerial Camera Operator - Michelle Herwig: Reise Koordinator - Daniel Kraus: Digital Colorist - Max Lacome: Standfotograf - Karol Lakomiec: Schauspieler - Anna-Lilja Häfele: Editor, Regisseur - Helgi Jóhannsson: Editor - Caro Marcos: Schauspieler - Kizarra Marsh: Stylist - Hanne Matheson: Schauspieler - Annamari Merta: Location Manager - Niklas Panthell: Kameramann - Milla Puolakanaho: Schauspieler - Pascale Recher: Maskenbildner - Christopher Sälzer: Kameraassistent - Cassidy Smith: Schauspieler - Henry Wulff: Executive Producer - Cobbie Yates: Stylist - Kasia Zielińska: Schauspieler |

## Kommerzieller Erfolg

### Chartplatzierungen
Sun Goes Down erreichte in Deutschland Position zwei der Singlecharts und konnte sich insgesamt 13 Wochen in den Top 10 sowie 50 Wochen in den Charts platzieren. In den deutschen Airplaycharts erreichte die Single für eine Woche die Spitzenposition. In Österreich erreichte die Single Position drei und konnte sich insgesamt acht Wochen in den Top 10 und 29 Wochen in den Charts halten. In der Schweiz erreichte die Single ebenfalls Position drei und hielt sich insgesamt 16 Wochen in den Top 10 und 35 Wochen in den Charts auf. Im Vereinigten Königreich erreichte die Single in einer Chartwoche Position 94 der Charts und platzierte sich erst nach der Nachfolge-Single Headlights in den Charts. Die Single platzierte sich in den deutschen Single-Jahrescharts von 2014 auf Position 29, sowie in Österreich auf Position 61 und in der Schweiz auf Position 53. 2015 platzierte sich Sun Goes Down in den deutschen Single-Jahrescharts auf Position 58, sowie auf Position 47 in der Schweiz.
Für Schulz als Interpret ist dies der vierte Charterfolg in Deutschland, Österreich, der Schweiz und dem Vereinigten Königreich. In allen D-A-CH-Staaten ist es sein dritter Top-10-Erfolg. Als Produzent ist es sein zweiter Charterfolg in Deutschland, Österreich, der Schweiz und dem Vereinigten Königreich. In allen D-A-CH-Staaten ist es sein erster Top-10-Erfolg. Als Komponist ist es sein erster Chart- und Top-10-Erfolg in Deutschland, Österreich und der Schweiz, sowie sein zweiter im Vereinigten Königreich. Für Thompson ist es der erste Charterfolg in Deutschland, Österreich und der Schweiz, sowie nach Ain’t Nobody der zweite im Vereinigten Königreich.
| ChartsChartplatzierungen     | Höchstplatzierung | Wochen |
| ---------------------------- | ----------------- | ------ |
| Deutschland (GfK)            | 2 (50 Wo.)        | 50     |
| Österreich (Ö3)              | 3 (29 Wo.)        | 29     |
| Schweiz (IFPI)               | 3 (35 Wo.)        | 35     |
| Vereinigtes Königreich (OCC) | 94 (1 Wo.)        | 1      |

| ChartsJahrescharts (2014) | Platzierung |
| ------------------------- | ----------- |
| Deutschland (GfK)         | 29          |
| Österreich (Ö3)           | 61          |
| Schweiz (IFPI)            | 53          |

| ChartsJahrescharts (2015) | Platzierung |
| ------------------------- | ----------- |
| Deutschland (GfK)         | 58          |
| Schweiz (IFPI)            | 47          |

### Auszeichnungen für Musikverkäufe
Im Juli 2017 wurde Sun Goes Down in Deutschland mit einer Dreifach-Goldschallplatte für über 600.000 verkaufte Einheiten ausgezeichnet. Insgesamt wurde die Single weltweit mit einer Silbernen, sieben Goldenen- und fünf Platin-Schallplatten für über 1,1 Millionen verkaufte Einheiten ausgezeichnet.
| Land/Region                  | Auszeichnungen für Musikverkäufe (Land/Region, Auszeichnung, Verkäufe) | Verkäufe  |
| ---------------------------- | ---------------------------------------------------------------------- | --------- |
| Australien (ARIA)            | Platin                                                                 | 70.000    |
| Dänemark (IFPI)              | Gold                                                                   | 45.000    |
| Deutschland (BVMI)           | 3× Gold                                                                | 600.000   |
| Frankreich (SNEP)            | —                                                                      | 23.000    |
| Italien (FIMI)               | Gold                                                                   | 25.000    |
| Kanada (MC)                  | Gold                                                                   | 40.000    |
| Mexiko (AMPROFON)            | Gold                                                                   | 30.000    |
| Neuseeland (RMNZ)            | Gold                                                                   | 7.500     |
| Norwegen (IFPI)              | Platin                                                                 | 40.000    |
| Österreich (IFPI)            | Gold                                                                   | 15.000    |
| Schweiz (IFPI)               | Platin                                                                 | 30.000    |
| Spanien (Promusicae)         | Platin                                                                 | 60.000    |
| Vereinigtes Königreich (BPI) | Silber                                                                 | 200.000   |
| Insgesamt                    | 1× Silber · 7× Gold · 5× Platin ·                                      | 1.185.500 |

Hauptartikel: Robin Schulz/Auszeichnungen für Musikverkäufe